# Córka proboszcza
Córka proboszcza (ang. A Clergyman’s Daughter) – powieść George’a Orwella, wydana w roku 1935. Główną bohaterką jest panna Dorothy Hare, tytułowa córka proboszcza, która doznaje nagłego ataku amnezji. Najbardziej ekstremalna w formie powieść Orwella; jeden z rozdziałów napisany jest w formie dramatu. Sam Orwell uważał powieść za nieudaną, zlecając nawet, aby po jego śmierci jej nie wznawiać